# Melonkalvill
Melonkalvill är en äppelsort av okänt ursprung. Köttet på detta äpple är sött, och äpplet mognar omkring november/december. Äpplet är främst ett ätäpple.
En äppelsort som är lik denna till det yttre, är Melonäpplet.